# St. Martin (Missen)

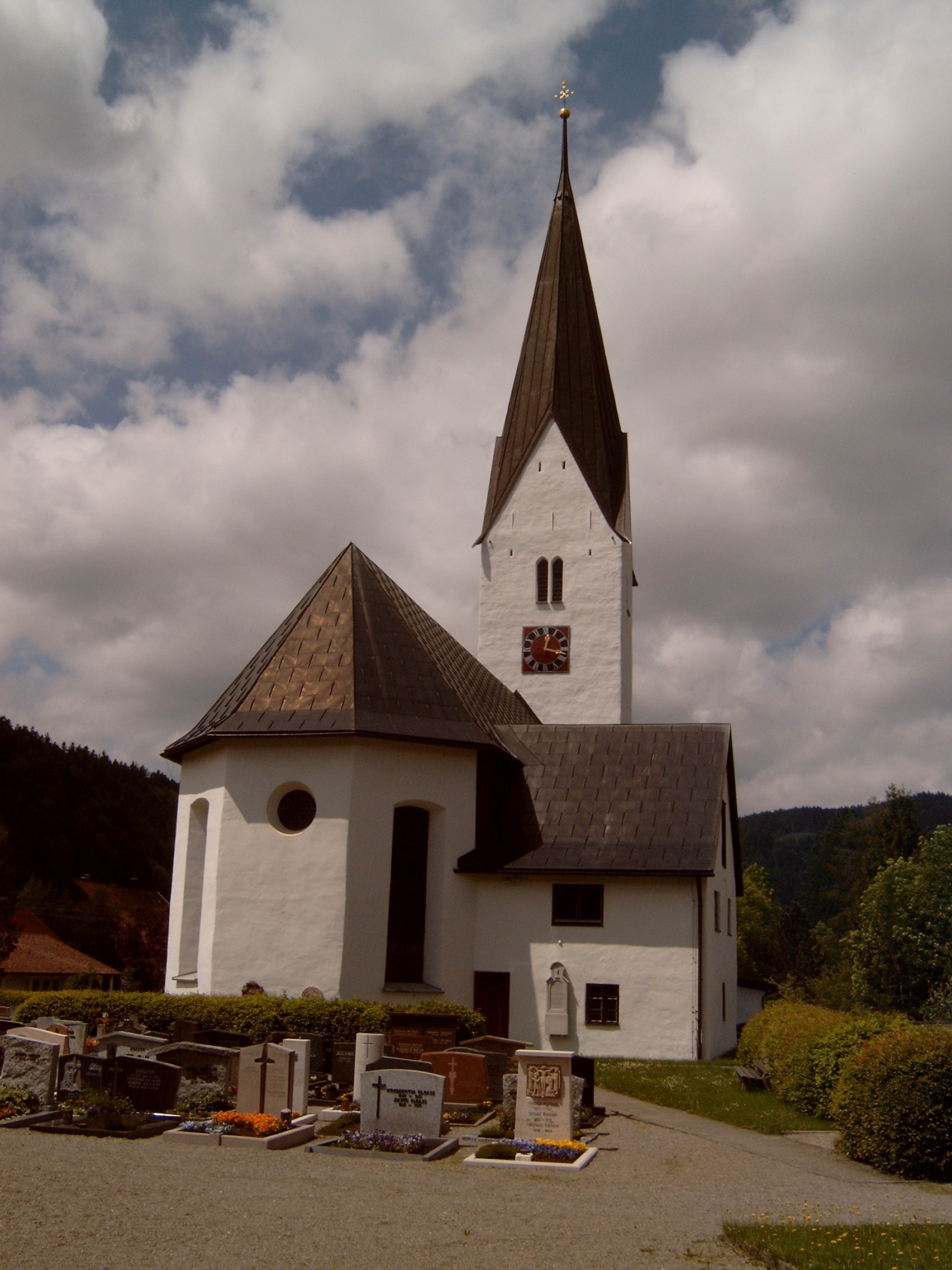
St. Martin in Missen

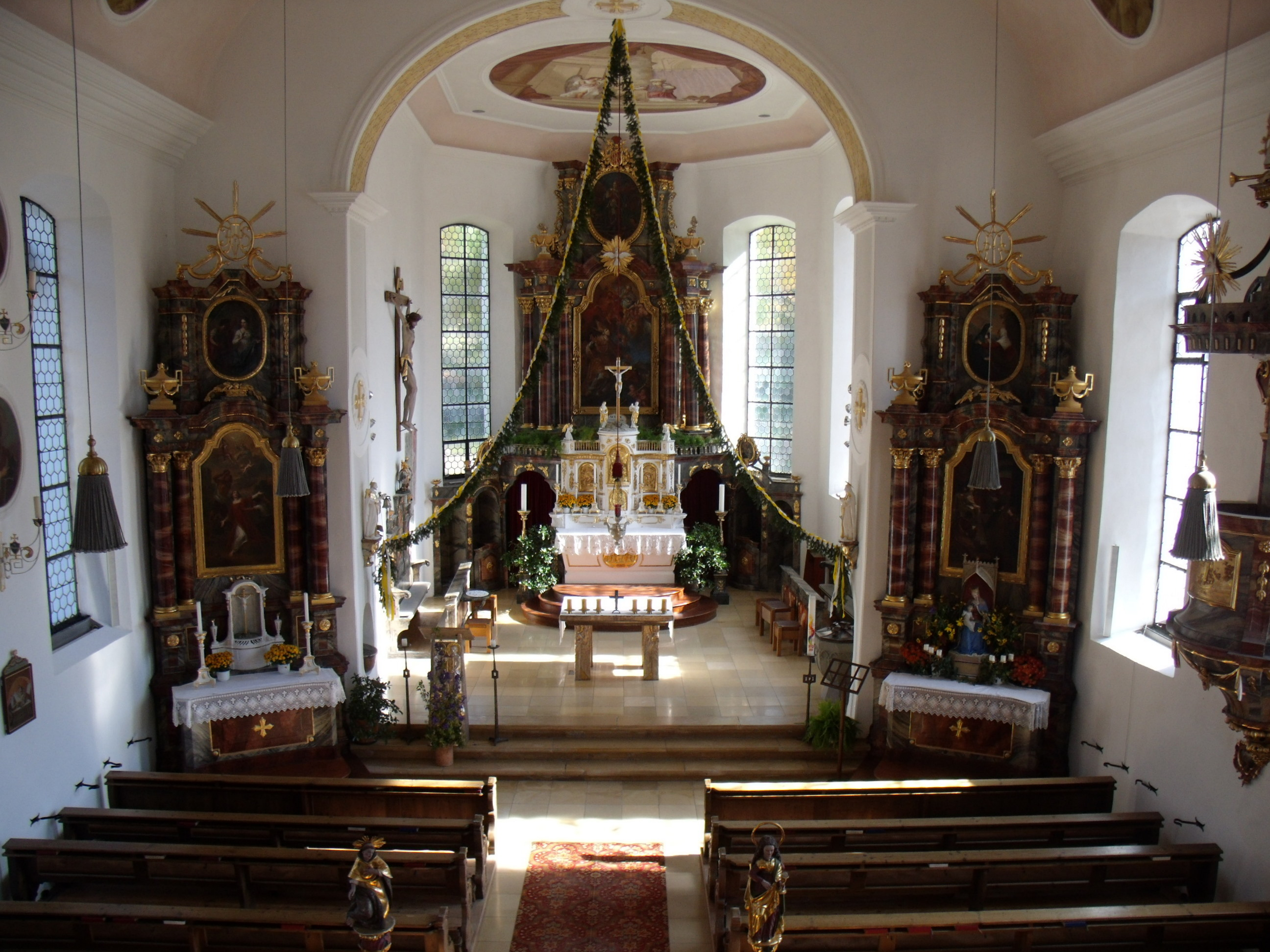
Blick zum Chor

Die römisch-katholische Pfarrkirche St. Martin steht in Missen, einem Gemeindeteil von Missen-Wilhams im schwäbischen Landkreis Oberallgäu in Bayern. Das Bauwerk ist in der Liste der Baudenkmäler in Missen-Wilhams als Baudenkmal unter der Nr. D-7-80-127-1 eingetragen.

## Beschreibung
Die im Kern spätgotische Saalkirche wurde im 15. Jahrhundert erbaut, in der 1. Hälfte des 18. Jahrhunderts umgebaut und 1819 erneut verändert. Sie besteht aus einem Langhaus, einem eingezogenen, dreiseitig geschlossenen Chor im Osten, der Sakristei an der Nordwand des Chors und einem Kirchturm auf quadratischem Grundriss im Westen des Langhauses, dessen oberer Bereich die Turmuhr und den Glockenstuhl mit vier Kirchenglocken beherbergt, und der mit einem spitzen Helm bedeckt wurde. Beim Umbau im 18. Jahrhundert wurde das Langhaus bis zur Westwand des Kirchturms verlängert.
Der Innenraum des Langhauses ist mit einer Flachdecke überspannt, die von Vouten gerahmt wird. Die spätgotischen Wandmalereien, auf denen eine Mondsichelmadonna dargestellt ist, werden Hans Strigel dem Älteren zugeschrieben. Die 1819 von Alois Keller eingefügten Fresken zeigen im Chor u. a. den Erzengel Gabriel und im Langhaus die Christi Himmelfahrt. Von ihm stammen auch die Porträts der Apostel. Das Sakramentshaus wurde um 1500 errichtet. Das Altarretabel des um 1725 gebauten Hochaltars wurde 1818 von Joseph Hauber gestaltet. 